# Bengaluru Open 2015
Il Bengaluru Open 2024 è stato un torneo maschile tennis professionistico. È stata la 1ª edizione del torneo, facente parte della categoria Challenger 80 nell'ambito dell'ATP Challenger Tour 2015, con un montepremi di 50 000 $. Si è giocato dal 19 al 25 ottobre 2015 sui campi in cemento dello KSLTA Stadium di Bangalore, in India.

## Partecipanti

### Teste di serie
| Nazionalità   | Giocatore                | Ranking* | Testa di serie |
| ------------- | ------------------------ | -------- | -------------- |
| Spagna        | Adrián Menéndez-Maceiras | 137      | 1              |
| Regno Unito   | James Ward               | 157      | 2              |
| India         | Saketh Myneni            | 168      | 3              |
| India         | Somdev Devvarman         | 175      | 4              |
| Belgio        | Yannick Mertens          | 180      | 5              |
| Taipei cinese | Chen Ti                  | 192      | 6              |
| Russia        | Alexander Kudryavtsev    | 198      | 7              |
| Belgio        | Germain Gigounon         | 217      | 8              |

- Ranking al 12 ottobre 2015

### Altri partecipanti
I seguenti giocatori hanno ricevuto una wild card per il tabellone principale:
- Mohit Mayur Jayaprakash
- Sumit Nagal
- Suraj Prabodh
- Vishnu Vardhan

I seguenti giocatori sono passati dalle qualificazioni:
- Petros Chrysochos
- Prajnesh Gunneswaran
- Temur Ismailov
- Sidharth Rawat

Il seguente giocatore è entrato in tabellone come lucky loser:
- Lakshit Sood

## Punti e montepremi
| Torneo    | Torneo              | V     | F     | SF    | QF    | 2T  | 1T  | Q | Q2 | Q1 |
| Singolare | Punti               | 80    | 48    | 29    | 15    | 7   | 0   | 3 | 0  | 0  |
| Singolare | Premi in denaro ($) | 7 200 | 4 240 | 2 510 | 1 460 | 860 | 520 | – | 0  | 0  |
| Doppio    | Punti               | 80    | 48    | 29    | 15    | –   | 0   | – | –  | –  |
| Doppio    | Premi in denaro ($) | 3 100 | 1 800 | 1 080 | 640   | –   | 360 | – | –  | –  |

## Campioni

### Singolare
James Ward ha sconfitto in finale  Adrián Menéndez-Maceiras con il punteggio di 6–2, 7–5.

### Doppio
Saketh Myneni /  Sanam Singh hanno sconfitto in finale  John Paul Fruttero /  Vijay Sundar Prashanth con il punteggio di 5–7, 6–4, [10–2].